# Tonoplast
El tonoplast és la membrana que delimita el vacúol central en les cèl·lules vegetals. És selectivament permeable i permet incorporar certs ions l'interior de la vacúol. És responsable de la turgència cel·lular i permet a les cèl·lules de les plantes incorporar i emmagatzemar aigua amb molt poca despesa de material.